# Агрия (сорт картофи)
Агрия (Agria) е култивиран сорт картофи. В Европа този сорт е включен от 14 февруари 1985 г. в общия каталог на сортове земеделски видове и семена картофи, както и в националните каталози на девет страни членки на Европейския съюз: Германия, Австрия, България, Унгария, Люксембург, Нидерландия, Португалия, Словения и Словакия.
През 2013 г. в родопското село Гърнати (разположено на 1185 метра височина) считан за добър среден добив е 1260 кг/дка.

## Генетичен произход
Сортът „Агрия“ е създаден през 1985 г. от немската фирма Kartoffelzucht Böhm в Люнебург (провинция Долна Саксония) при кръстосването на два немски сорта. Наследява някои от кулинарните качества на сорта „Бинте“, но е с по-добър добив и ниска податливост на клубените към късна мана.

## Характеристики
„Агрия“ е сорт картофи, който е познат много отдавна в България. Той е в среднокъсната група. Клубените са с продълговата овална форма, с жълт цвят на кожицата и тъмножълт цвят на месото. Дава доста едри клубени, които са сравнително малко на брой в гнездо.
„Агрия“ образува относително малък брой стъбла от един клубен. Поради малкия брой стъбла и малкия брой на клубените от едно растение се препоръчва засаждането да е на нормални или дори по-малки разстояния вътре в реда, но едрите клубени изискват направата на по-високи и по-широки тирове. Клубените са с високо съдържание на сухо вещество и отлични вкусови качества. При пържене месото не потъмнява. Този сорт е един от най-добрите и най-подходящите за бланширани картофи, чипс и за кухненски цели.
Сортът не е чувствителен на вътрешни натъртвания и механични увреждания. „Агрия“ има дълъг период на покой, като това позволява да се държи на склад много продължително време. Това е сорт на по-хладния климат и затова се препоръчва да се отглежда на по-голяма надморска височина. Има склонност да развива 1 – 2 кълна, но при добро рътене се преодолява.

## Отглеждане
При семе „Агрия“ рътенето или темперирането е необходимо за достигане на добър брой клубени. Разстоянието между растенията при фракция 35/55 мм е около 32 см (400 хил. растения на декар) за чипс и 27 см (500 хил. растения на декар) за прясна консумация.
„Агрия“ е възприемчива на обикновена краста затова се препоръчва поливане при отглеждане върху леки почви. Препоръчва се направата на хубави тирове, за да се избегне позеленяването на клубените.
Сортът има слабо първоначално развитие на листата, но през сезона развитието им е добро и образува здрави листа. „Агрия“ е възприемчива на натъртване при прибиране, ако клубените не са с добра зрялост. Нужно е да се премахва клубената майка при прибиране.

## Торене
Препоръчително е да се използва по-малко азот от нормалното, за да се получи по-високо съдържание на сухо вещество. Подхранването по време на вегетационен период може да повлияе положително на броя на клубените. „Агрия“ не реагира добре на органично торене.

## Складиране
След изваждането най-важно е клубените да се складират сухи. Могат да се използват инхибитори на покълването, ако продуктът е сух и без наранявания. „Агрия“ има дълъг период на покой и може да се складира дълго при 6°С.